# Geogenanthus rhizanthus
Geogenanthus rhizanthus é uma espécie de planta angiospérmica monocótiledónea pertencente à família das comelináceas. É uma das representantes do gênero Geogenanthus, com suas outras duas espécies sendo G. ciliatus e G. poeppigii. Assim como outras do gênero Geogenanthus, esta espécie pode ser encontrada desde o oeste da Colômbia ao norte do Peru.

## Etimologia
Um descritor específico desta espécie, rhizanthus, foi nomeado em referência à morfologia vegetal, onde, durante seu desenvolvimento, suas inflorescências surgem das raízes, assim como as folhas. Com isso, as flores são encontradas no solo, ao invés de serem vistas no alto. Assim como outras comelináceas, são plantas perenes. A etimologia também é similar a de seu gênero, que combina três termos gregos antigos, γεω-, gêo-, que significa "terra"; -γενής, -genus, sendo um termo grego para "nascido"; e ἄνθος, anthus, que significa literalmente "flor", "grama".

## Sistemática
Esta espécie seria descrita primeiramente em 1926, pelo botânico alemão Gerhard Brückner, que baseou-se na descrição do gênero Geogenanthus, pelo Ernst Heinrich Georg Ule. A espécie rhizanthus se encontra dentro da subtribo Dichorisandrinae, pertencente ao clado das traqueófitas, mais especificamente dentro da tribo Tradescantieae, apresentando cinco gêneros monofiléticos. Os representantes desta subtribo compartilham um cariótipo similar de 19 grandes cromossomos. Baseando-se em estimativas de origem e diversificação da ordem Commelinales, que presumivelmente ocorreram dentro do período Cretáceo mediano ou superior, ou seja, entre 123 e 66 milhões de anos atrás, pode-se estimar aproximadamente que Geogenanthus pode ter surgido há cerca de 66 milhões de anos atrás.

## Distribuição
Esta espécie é nativa da Floresta Amazônica, contendo ocorrências documentadas nas planícies distribuídas pelo norte do Peru e oeste da Colômbia, sendo tipicamente encontrada no solo das florestas tropicais pluviais primárias.

## Usos
Esta espécie é adaptável a ambientes de pouca luz, tornando-a preferível como planta doméstica. Também possui preferência por umidade, e, quando encontrada em um vaso, não deve ser deixada sem água por longos períodos de tempo. É adaptável a luz solar intensa e indireta.